# Pimpla vangeli
Pimpla vangeli är en stekelart som beskrevs av Diaz 2000. Pimpla vangeli ingår i släktet Pimpla och familjen brokparasitsteklar. Inga underarter finns listade i Catalogue of Life.